# Tomáš Kóňa
Tomáš Kóňa (* 1. března 1984, Nitra) je slovenský fotbalový záložník a bývalý reprezentant, od července 2017 hráč slovenského mužstva FC Nitra. Mimo Slovensko působil na klubové úrovni v Česku. Nastupuje ve středu zálohy. Jeho mladší bratranec Márius Charizopulos je také fotbalista.

## Klubová kariéra

### FC Nitra
Svoji fotbalovou kariéru začal v týmu FC Nitra. Před sezonou 2003/04 se propracoval do prvního mužstva. Na jaře 2005 postoupil s Nitrou do nejvyšší soutěže. Během celého svého působení odehrál 78 ligových zápasů a nastřílel 10 gólů.

### AC Sparta Praha
V lednu 2006 přestoupil do Česka, konkrétně do Sparty Praha. V dresu Sparty debutoval 18. února 2006 v ligovém utkání 17. kola proti Slovanu Liberec (prohra 1:2), odehrál celé utkání.
Sparťanský trenér Stanislav Griga nasazoval Kóňu do středu záložní řady, kde tvořil úderné duo s krajanem Karolem Kiselem. Na jaře 2007 utrpěl zlomeninu nohy, následkem čehož dlouhou dobu absentoval na hřišti. V sezoně 2006/07 získal s klubem ligový titul. Za Spartu nastoupil během celého svého angažmá k 11 střetnutím v lize.

### FC Tescoma Zlín (hostování)
V létě 2008 odešel kvůli většímu zápasovému vytížení na půlroční hostování do Tescomy Zlín. Ligovou premiéru si odbyl v zápase prvního kola hraného 2. 8. 2008 proti Baumitu Jablonec (prohra 0:1), nastoupil na 90 minut. Během celého působení odehrál osm ligových utkání.

### FC Artmedia Petržalka (hostování)
V březnu 2009 zamířil hostovat do celku FC Artmedia Petržalka, který měl o Kóňu zájem již během jeho působení v Nitře. Petržalka na jaře 2009 sestoupila do druhé nejvyšší slovenské soutěže. V dresu týmu nastoupil během půl roku k 14 zápasům v lize, ve kterých vsítil jeden gól.

### FC Nitra (hostování)
V průběhu ročníku 2009/10 se vrátil do Nitry, kam odešel na roční hostování. Zájem měla také mužstva FK Senica a SK Dynamo České Budějovice.
Obnovený ligový debut v dresu Nitry absolvoval 19. července 2009 v zápase 2. kola proti Spartaku Trnava (výhra 1:0), když ve 48. minutě vystřídal na hrací ploše Lukáše Štetinu. Svoji první branku po návratu vstřelil ve 30. kole proti klubu FK DAC 1904 Dunajská Streda, ve 44. minutě rozhodl jediným gólem zápas. Podruhé v sezoně se střelecky prosadil 8. 5. 2010 v Senici (výhra 2:1). V posledním 33. kole proti Slovanu Bratislava (prohra 2:5) vsítil dva góly, trefil se v 68. a 85. minutě. Během celého svého působení odehrál 31 utkání v lize.

### FK Senica
V červnu 2010 odešel na rok hostovat do týmu FK Senica, kde se setkal s trenérem Stanislavem Grigou.

#### Sezona 2010/11
Premiérový start v dresu Senice si připsal v ligovém utkání prvního kola hraného 17. 7. 2010 proti Spartaku Trnava (prohra 0:3), odehrál celé střetnutí. Poprvé se střelecky prosadil 7. srpna 2010 proti mužstvu FK DAC 1904 Dunajská Streda (výhra 3:2). Svůj druhý gól dal v sedmém kole, když ve 4. minutě otevřel skore střetnutí proti Slovanu Bratislava. Senica zvítězila na domácí půdě 3:2. Potřetí v sezoně se trefil 12. března 2011 proti klubu MFK Ružomberok (výhra 4:0), ve 33. minutě zvyšoval na 3:0. 29. 4. 2011 rozhodl jediným gólem utkání proti týmu MŠK Žilina. Se Senicou dosáhl historického úspěchu, když s klubem skončil na druhém místě tabulky a kvalifikoval se s ním do 3. předkola Evropské ligy UEFA 2011/12. Celkem v ročníku odehrál 32 ligových zápasů.

#### Sezona 2011/12
V létě 2011 Senica hráče ze Sparty vykoupila a podepsala s ním dvouletou smlouvu. O Kóňovy služby se zajímalo také belgické mužstvo K. Sint-Truidense VV a Slovan Bratislava.
Se Senicí nastoupil ve třetím předkole Evropské ligy UEFA 2011/12 proti rakouskému celku FC Red Bull Salzburg (prohra 0:1 a 0:3). Poprvé v sezoně rozvlnil síť proti Slovanu Bratislava (prohra 2:3). Následně se prosadil v osmém kole proti klubu MFK Ružomberok (výhra 2:1), když ve 31. minutě otevřel skóre střetnutí. 19. 11. 2011 v 17. kole proti Dukle Banská Bystrica vsítil ve 42. minutě branku na 1:0, Senica výsledek neudržela a s Bystricou remizovala na jejím hřišti v poměru 1:1. Svůj čtvrtý gól v ročníku dal ve 25. kole proti týmu FK AS Trenčín. Ve 25. minutě vstřelil první branku zápasu, který skončil výhrou Senice v poměru 4:0. Popáté v sezoně se prosadil v předposledním 32. kole hraném 16. 5. 2012, kde se podílel na vysoké výhře 5:1 nad Dunajskou Stredou. Se Senicou došel na jaře 2012 až do finále Slovenského poháru, kde vsítil dva góly proti Žilině, klub nakonec prohrál na neutrální půdě v Bardejově 2:3 po prodloužení. Kóňa v ročníku odehrál v nejvyšší soutěži opět 32 střetnutí.

#### Sezona 2012/13
Se Senicí se i tentokrát představil v předkolech Evropské ligy UEFA, kdy jeho tým nejdříve poustoupil v prvním předkole přes maďarské mužstvo MTK Budapešť (remíza 1:1 a výhra 2:1) a poté vypadl ve 2. předkole s APOELem FC z Kypru (prohry 0:2 a 0:1).
15. 7. 2012 v 1. kole se v 63. minutě prosadil z pokutového kopu, ale v konečném důsledku jen mírnil prohru 2:3 s Banskou Bystricou. Následně se trefil 12. srpna 2012 proti Spartaku Trnava (výhra 3:0). 8. ledna 2013 podepsal s vedením Senice novou smlouvu do konce roku 2016. Celkem v sezoně 2012/13 nastoupil k 28 ligovým utkáním.

#### Sezona 2013/14
S mužstvem nastoupil ve druhém předkole Evropské ligy UEFA 2013/14 proti srbskému celku FK Mladost Podgorica, se kterým Senica po remíze 2:2 a prohře 0:1 vypadla. V srpnu 2013 mu disciplinární komise zastavila soutěžní činnost na 5 zápasů za úder loktem a zranění soupeře v utkání se Spartakem Myjava (remíza 2:2). Jedinou přesnou trefou v ročníku se prezentoval 19. října 2013 ve 14. kole na půdě Dunajské Stredy, v 75. minutě zvyšoval na konečných 2:0. V dubnu 2014 jej v odvetě s tímto soupeřem (remíza 3:3) zezadu fauloval Ákos Szarka, zlomil mu nohu a poškodil vazy. Za Senici v ročníku odehrál 18 střetnutí v lize.

#### Sezona 2014/15
První zápas po zranění odehrál po více než čtyřech měsících, když v utkání 2. kola domácího poháru 12. 8. 2014 proti klubu TJ OFC Gabčíkovo (výhra 4:1) vystřídal v 86. minutě Juraje Pirosku. 9. 11. 2014 v 17. kole slovenské nejvyšší soutěže porazil se svým mužstvem po více než čtyřech letech v lize Slovan Bratislava. Ve 25. kole vstřelil svoji jedinou branku, když v zápase s Žilinou snižoval v 80. minutě na domácí půdě na konečných 1:2. 14. května 2015 v mužstvu společně s Pavlem Čermákem, Lukášem Opielou a Tomášem Majtánem předčasně skončil. Za klub nasbíral v sezoně 2014/15 23 ligových zápasů.

### TJ Spartak Myjava
V létě 2015 podepsal dvouletý kontrakt s následnou opcí se Spartakem Myjava.

#### Sezona 2015/16
V dresu Myjavy si odbyl premiéru 19. 7. 2015 v prvním kole proti Spartaku Trnava (výhra 4:2), nastoupil na 90 minut. Svůj první ligový gól za Spartak vstřelil 22. 8. 2015 proti týmu FO ŽP ŠPORT Podbrezová (výhra 2:1), když ve 43. minutě otevřel skóre střetnutí. Podruhé se střelecky prosadil 28. 11. 2015 proti ViOnu Zlaté Moravce (výhra 3:1). Svůj třetí gól dal v následujícím 19. kole proti mužstvu MFK Skalica (výhra 3:0), když ve 45. minutě zvyšoval na 2:0. Se Spartakem Myjava dosáhl historického umístění, když tým skončil na třetím místě a kvalifikoval se do prvního předkola Evropské ligy UEFA 2016/17. V dresu Myjavy si připsal v ročníku všech 33 ligových startů.

#### Sezona 2016/17
Se Spartakem se představil v prvním předkole Evropské ligy UEFA 2016/17 proti klubu FC Admira Wacker Mödling. V prvním střetnutí hraném na půdě rakouského celku srovnával v 73. minutě na konečných 1:1, Myjava odvetu nezvládla a po domácí prohře 2:3 vypadla.
6. 8. 2016 ve 4. kole se v 19. minutě prosadil proti Ružomberku, Myjava podlela soupeři doma v poměru 1:3. V sedmém kole dal ve 26. minutě jedinou branku proti Tatranu Prešov, čímž rozhodl o osudu střetnutí. Potřetí v ročníku se trefil proti svému bývalému týmu ze Senice, když se v 11. kole hraném 1. října 2016 podílel na výhře 2:0. Po odhlášení A-týmu Myjavy z nejvyšší slovenské ligy se stal k 1. lednu 2017 volným hráčem. Na podzim 2016 odehrál 18 střetnutí v lize.

### ŠK Slovan Bratislava
Zimní přípravu sezóny 2016/17 absolvoval s A-mužstvem ŠK Slovan Bratislava, kam v únoru 2017 přestoupil a podepsal roční kontrakt s opcí na prodloužení o 12 měsíců. Dostal dres s číslem devět.
První ligový start v dresu Slovanu si připsal 19. února 2017 ve 20. kole proti Prešovu (výhra 2:0), odehrál celé utkání. Zápas proti Tatranu Prešov byl pro Kóňu zároveň jubilejním 250. ve slovenské nejvyšší soutěži. Poprvé za Slovan se gólově prosadil ve 29. kole na hřišti Spartaku Trnava, když ve třetí minutě nastaveného času zvyšoval střelou zpoza vápna na konečných 3:0. V sezoně 2016/17 získal se Slovanem domácí pohár, když společně se svými spoluhráči porazil ve finále hraném 1. května 2017 na stadionu NTC Poprad tehdy druholigový tým MFK Skalica v poměru 3:0. Celkem v neúplném ročníku nastoupil za Slovan k 13 ligovým startům. 23. června 2017 odehrál za mužstvo celých devadesát minut v utkání Česko-slovenského Superpoháru hraného v Uherském Hradišti proti českému celku FC Fastav Zlín, kterému Slovan Bratislava podlehl v penaltovém rozstřelu. O pět dní později v klubu po oboustranné dohodě vedení a hráče předčasně skončil.

### FC Nitra (návrat)
V červenci 2017 se vrátil do Nitry, kde s tehdejším nováčkem nejvyšší soutěže uzavřel smlouvu na dva roky.

## Klubové statistiky
Aktuální k 27. červenci 2017
| Sezona    | Klub                          | Soutěž         | Zápasy | Góly |
| --------- | ----------------------------- | -------------- | ------ | ---- |
| 2003/2004 | FC Nitra                      | 2. liga        | 29     | 3    |
| 2004/2005 | FC Nitra                      | 2. liga        | 29     | 3    |
| 2005/2006 | FC Nitra                      | Corgoň liga    | 20     | 4    |
| 2005/2006 | AC Sparta Praha               | Gambrinus liga | 10     | 0    |
| 2006/2007 | AC Sparta Praha               | Gambrinus liga | 1      | 0    |
| 2007/2008 | AC Sparta Praha               | Gambrinus liga | 0      | 0    |
| 2008/2009 | FC Tescoma Zlín (host.)       | Gambrinus liga | 8      | 0    |
| 2008/2009 | FC Artmedia Petržalka (host.) | Corgoň liga    | 14     | 1    |
| 2009/2010 | FC Nitra (host.)              | Corgoň liga    | 31     | 4    |
| 2010/2011 | FK Senica (host.)             | Corgoň liga    | 32     | 4    |
| 2011/2012 | FK Senica                     | Corgoň liga    | 32     | 5    |
| 2012/2013 | FK Senica                     | Corgoň liga    | 28     | 2    |
| 2013/2014 | FK Senica                     | Corgoň liga    | 18     | 1    |
| 2014/2015 | FK Senica                     | Fortuna liga   | 23     | 1    |
| 2015/2016 | TJ Spartak Myjava             | Fortuna liga   | 33     | 3    |
| 2016/2017 | TJ Spartak Myjava             | Fortuna liga   | 18     | 3    |
| 2016/2017 | ŠK Slovan Bratislava          | Fortuna liga   | 13     | 1    |
| 2017/2018 | FC Nitra                      | Fortuna liga   |        |      |

## Reprezentační kariéra
V roce 2005 nastupoval za Slovenskou fotbalovou reprezentaci do 21 let, za kterou odehrál tři střetnutí.

### A-mužstvo
V A-mužstvu Slovenska debutoval pod trenérem Vladimírem Weissem v zápase kvalifikace na Mistrovství Evropy 2012 hrané 26. března 2011 proti domácí reprezentaci Andorry (výhra 1:0), nastoupil na celý zápas.
V srpnu 2013 jej povolal nový trenér Slovenska Ján Kozák k přátelskému střetnutí s domácím Rumunskem (14. srpna, remíza 1:1). 15. října 2013 přihrával z rohových kopů na dvě branky v úvodu závěrečného kvalifikačního utkání cyklu 2012–2013 v Rize s domácím Lotyšskem. Slovensko nakonec vedení 2:0 neudrželo, remizovalo 2:2 a skončilo s 13 body na nepostupovém třetím místě tabulky za první Bosnou a Hercegovinou a druhým Řeckem.

### Reprezentační zápasy a góly
Zápasy Tomáše Kóni v A-týmu slovenské reprezentace
| Rok    | Zápasy | Góly |
| ------ | ------ | ---- |
| 2011   | 2      | 0    |
| 2012   | 1      | 0    |
| 2013   | 2      | 0    |
| Celkem | 5      | 0    |